# Albrecht von Kessel
Albrecht von Kessel, né le 6 novembre 1902 à Ober-Glauche en province de Silésie et mort le 15 avril 1976 à Bad Godesberg, est un diplomate allemand.

## Biographie
Albrecht von Kessel appartenait à la Résistance et était un membre du Cercle de Kreisau. Après l'échec de l'attentat du 20 juillet 1944 contre Adolf Hitler, il fut interné au Vatican, comme Ernst von Weizsäcker, ce qui le préserva de la volonté de vengeance des Nazis.
Après la Seconde Guerre mondiale Albrecht von Kessel reprit une carrière diplomatique en Allemagne fédérale. Il s'opposa à la Doctrine Hallstein et prépara l'Ostpolitik de Willy Brandt. Il collabora aux journaux Die Welt et Die Zeit. Un monument commémoratif lui est dédié à Głuchów Górny (Oberglauche).
Son frère Friedrich von Kessel, né en 1896 à Ober-Glauche, devint en 1951 ministre de l'Alimentation, de l'Agriculture et de la Forêt en Basse-Saxe puis, à partir de 1955, porte parole du Parti du bloc des allemands unis, jusqu'à la fin de la carrière diplomatique de son frère en 1959.